# Желниха (Костромская область)
Желниха — упразднённая деревня в Шарьинском районе Костромской области России. Входила в состав Шангского сельского поселения. Исключена из учётных данных в 2025 году.

## География
Деревня числится в реестре зарегистрированных в АГКГН географических названий объектов на 21.12.2011 под №1768 с координатами 58° 27' с.ш. 45° 32' в.д., однако на современных картах не отмечена.

## История
Согласно Спискам населённых мест Российской империи в 1872 году деревня под названием Жолниха относилась к 3 стану Ветлужского уезда Костромской губернии. В ней числилось 9 дворов, проживало 45 мужчин и 45 женщин.
Согласно переписи населения 1897 года в деревне проживало 194 человека (73 мужчины и 121 женщина).
Согласно Списку населённых мест Костромской губернии в 1907 году деревня относилась к Николо-Шангской волости Ветлужского уезда Костромской губернии. По сведениям волостного правления за 1907 год в деревне числилось 27 крестьянских дворов и 188 жителей. В деревне имелись 2 сапожных мастерских, 1 овч., красильный цех и кузница. Основным занятием жителей деревни был лесной промысел.

## Население
| 2008 | 2010 | 2014 |
| ---- | ---- | ---- |
| 0    | →0   | →0   |